# 381
381 (CCCLXXXI) fue un año común comenzado en viernes del calendario juliano, en vigor en aquella fecha.
En el Imperio romano, el año fue nombrado como el del consulado de Siagrio y Eucerio, o menos comúnmente, como el 1134 Ab urbe condita, adquiriendo su denominación como 381 a principios de la Edad Media, al establecerse el anno Domini.

## Acontecimientos

### Por lugar

#### Imperio Romano
- El emperador Flavio Graciano Augusto mueve la capital a Mediolanum (actual Milán).  Debido a sus creencias cristianas, elimina Pontifex Maximus como título imperial.  Graciano también rechaza la túnica del cargo, insultando a los paganos aristócratas de Roma.
- La ciudad gala de Cularo pasa a llamarse Gratianopolis (actual Grenoble), en honor a Graciano que creó un obispado.

#### Europa
- El jefe visigodo Atanarico se convierte en el primer rey extranjero en visitar la capital romana oriental de Constantinopla.  Negocia un tratado de paz con el emperador Teodosio I que convierte a su pueblo foederati en un estado dentro de otro estado.[1]  Atanarico muere 2 semanas después, después de un reinado de 18 años en el que ha sido rey indiscutible de todos los godos durante solo 1 año. La paz continuará hasta la muerte de Teodosio en 395.
- Los Esciros se alían con los Hunos.

### Por tema

#### Religión
- Primer Concilio de Constantinopla (algunas autoridades fechan este concilio en 383): Teodosio I convoca un concilio general para afirmar y extender el Credo de Nicea, y denunciar el Arrianismo y Apolinarismo. La mayoría de las iglesias trinitarias lo consideran un concilio ecuménico. Se reconoce los derechos del Patriarca de esta ciudad, medida que desemboca en la creación de la Iglesia ortodoxa.[2]
- Concilio de Aquileia: Ambrosio y el concilio destituyen a los obispos arrianos Paladio de Ratiaria y Secundiano de Singidunum.
- Flaviano sucede a Melecio como Patriarca de Antioquía.
- Timoteo sucede a Pedro II como Patriarca de Alejandría.
- Nectario sucede a Gregorio Nacianceno como arzobispo de Constantinopla.
- Juan Crisóstomo se convierte en diácono.

## Nacimientos
- Helian Bobo, emperador del estado chino Xiongnu Xia (m. 425)

## Fallecimientos
- 15 de febrero - Faustino de Brescia, obispo de Brescia y santo
- 27 de febrero - Pedro II de Alejandría, patriarca de Alejandría
- 29 de junio - Siro de Génova, obispo de Génova y santo

### Fecha desconocida
- Atanarico, rey de los visigodos
- Melecio de Antioquía, patriarca de Antioquía